# 짜이머로
짜이머로(버마어: ကျိုက်မရော 짜이머로, 언어 오류(mnw): ကျာ်မြဟ် 꺄이크 쁘로흐)는 미얀마 몬주의 도시다.